# Oxitocin

Az oxitocin szerkezeti képlete. A felépítő kilenc aminosav nevének rövidítése kékkel jelölve

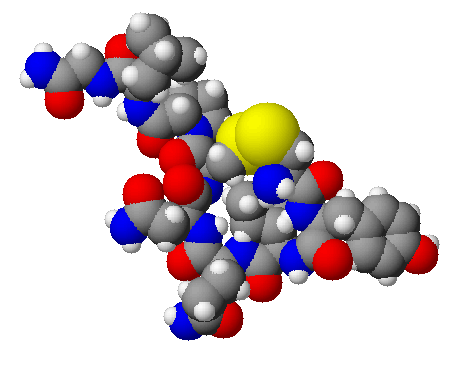
Az oxitocin molekula kalotta-modellje

Az oxitocin elsődlegesen a hipotalamusz magjaiban szintetizálódó polipeptid szerkezetű hormon, amely idegrostokon keresztül jut el a hipofízis hátsó lebenyébe (a neurohipofízisbe), ahonnan aktív hormonként szabadul fel és kerül a szervezet keringésébe. Kisebb mennyiségben a központi idegrendszeren kívül is termelődik. A hormonnak két fő fiziológiás hatása ismert: elősegíti a terhes méh izomrostjainak összehúzódását, továbbá kiváltja a tejelő emlőmirigyben a tejürítést. Továbbá meghatározó szerepe van a férfi reproduktív működések hormonális szabályozásában, valamint a férfi szexuális magatartás befolyásolásában. Előfordul a központi idegrendszer egyes idegsejtjeiben, ahol neuromodulátorként vagy neurotranszmitterként az agy pszichés működésében van szerepe.
A hormon fiziológiás hatásai mellett további farmakológiai hatások is ismertek.
Az oxitocin (INN: oxytocin) görög eredetű szó, jelentése „gyors szülés” (oxüsz = gyors; tokosz= szülés).

## Az oxitocin élettani jelentősége
Az oxitocin szintézisének elsődleges helye a hipotalamuszban van, ahonnan a hormont termelő idegsejtek nyúlványai szállítják az oxitocint az agyalapi mirigy hátsó lebenyébe, ahol rövidebb ideig raktározódik, majd szükség szerint a véráramba kerül. A folyamat pontosan szabályozott. Az oxitocin alapvetően két fő fiziológiás hatással rendelkezik:
- a méhre (uteruszra) gyakorolt simaizom-összehúzó hatás
- a szoptatási aktus során az anyatejet gyűjtő alveolusokat körbeölelő simaizomsejtekre kifejtett összehúzó hatás
Az oxitocin talán legismertebb hatása a méh simaizom rostjaira gyakorolt hatás, amely a terhes és nem terhes méhizomzat összehúzódását egyaránt kiváltja. Azonban a terhes méh izomzata jóval érzékenyebben reagál a hormonra, ezért az oxitocin fontos szerepet kap a szülés folyamatában.
Hosszú ideig tartotta magát az a nézet, hogy az oxitocin a felelős a szülés megindulásáért. Ezzel szemben a szülés közben vett vérminták oxitocin szintjének folyamatos mérése egyértelműen bebizonyította, hogy a szülés első szakasza már rég megindul, miközben a vérplazma oxitocin szintje nem változik. Tehát a normális szülés folyamata oxitocin nélkül indul meg. A vérben az oxitocin szintjének emelkedése csak sokkal később, a szülés második fázisának a végére lesz jelentős mértékű. A szülésnek ebben az utolsó fázisában a hormon szerepe a méhizomzat végső összehúzódásának létrehozása, ami végül az újszülött és a méhlepény megszületéséhez vezetnek. További szerepe az oxitocinnak, hogy a szülés befejeződésével véglegesen összehúzza a méhizomzatot, ezzel elszorítva, megállítva a méhből származó vérzést. A normális szülés megindításához tehát nem szükséges oxitocin, de az valóban fennáll, hogy az intravénásan adott oxitocin képes a szülés megindítására, amit a szülészetben esetenként – gyógyszeres beavatkozásként – alkalmaznak a renyhe szülőfájások fokozására. Továbbá az oxitocin intravénás infúziója a szülés alatt jelentősen fokozza a méh már megindult összehúzódásait.
A hormon a nem terhes méhizomzat összehúzódását is képes kiváltani, amelynek szintén van fiziológiás jelentősége. Bár hangsúlyozni kell, hogy a terhes méh izomzata sokkal érzékenyebben és intenzívebben reagál a hormonra.
Szexuális aktus során a külső nemi szervek mechanoreceptorainak ingerlése kiváltja az agyalapi mirigy oxitocinszekrécióját, ami hatással van a méh simaizomzatára. Az ovuláció időszakában a vérplazma emelkedett oxitocinszintje szerepet játszhat az aktus során létrejövő ritmikus méhösszehúzódásokban. Közösülés során az oxitocin méhmozgást serkentő hatásának szerepe van a megtermékenyülést segítő spermium-transzportban. A legtöbb emlősben és embernél is megfigyelhető, hogy már néhány perccel a párzás, vagyis a koitusz után a spermiumok a méh felső végében kimutathatók. A spermiumok spontán mozgása ezt a gyors előrejutást nem magyarázhatja, tehát arról lehet szó, hogy ebben az oxitocintól ritmikusan összehúzódó méh „szívóhatásának”" van szerepe.
Az oxitocin fontos szerepet játszik a szoptatás során a tejürítés folyamatában is. Embernél, szopás alatt az újszülött elfogadva az anya emlőbimbóját, szájával szopási mozgásokat végez, közben nyelvével ingerli az emlőt. A szopás és ingerlés folyamata erős inger a tejtermeléshez – ami így megvalósul – de nem elegendő a tej kiürítéséhez. A kiürítéshez már oxitocinra is szükség van. A hormon termelődését és vérszint emelkedését az emlőbimbó mechanoreceptorainak az újszülött szopása általi ingerlése váltja ki reflexesen. Az így felszabadult oxitocin a tej kilövellésében kap szerepet. Az anyatej-elválasztás (laktáció) tehát két, jól elválasztható lépésből: a tej szekréciójából és a tej ürítéséből áll. A szekrécióra – amelyet a prolaktin hormon szabályoz – az oxitocinnak nincs hatása. Ezzel szemben a tej ürítését – vagyis az alveolusokban összegyűlt tej kilövellését – az alveolusokat körülvevő és a tejcsatornák falát alkotó simaizomzat kontrakcióját az oxitocin hozza létre.
Az oxitocin hatásmechanizmusát feltáró élettani vizsgálatok hosszú évtizedekig szinte csak a női reproduktív szervekre vagy azokkal kapcsolatos mechanizmusokra korlátozódtak. Ennek köszönhetően az oxitocint – a méhre és emlőkre kifejtett hatása miatt – tradicionálisan még ma is indokolatlanul „női hormonnak” kategorizálják. Az elmúlt évtizedek vizsgálatai azonban bebizonyították, hogy az oxitocinnak szerepe van a férfi reprodukciós szervek normális működésében is. Meghatározó a fontossága a pénisz erekciójában, az ejakulációban, a prosztata egészséges működésében, továbbá modulálja az androgén hormonok hatását és minden jel szerint növeli a spermaszámot az ondóban. A nemi aktus fiziológiáját vizsgálva úgy találták, hogy a magasabb oxitocin vérszint fokozza az orgazmus intenzitását, annak átélt mélységét férfiban és nőben egyaránt. Az oxitocinnal végzett klinikai kísérletek arra engednek következtetni, hogy az oxitocin terápiás célú alkalmazása kedvezően befolyásolhatja a férfi meddőséget és bizonyos funkcionális eredetű szexuális zavarok (pl. impotencia) megoldására vagy enyhítésére is alkalmas.

## Mérföldkövek az oxitocin felfedezésében

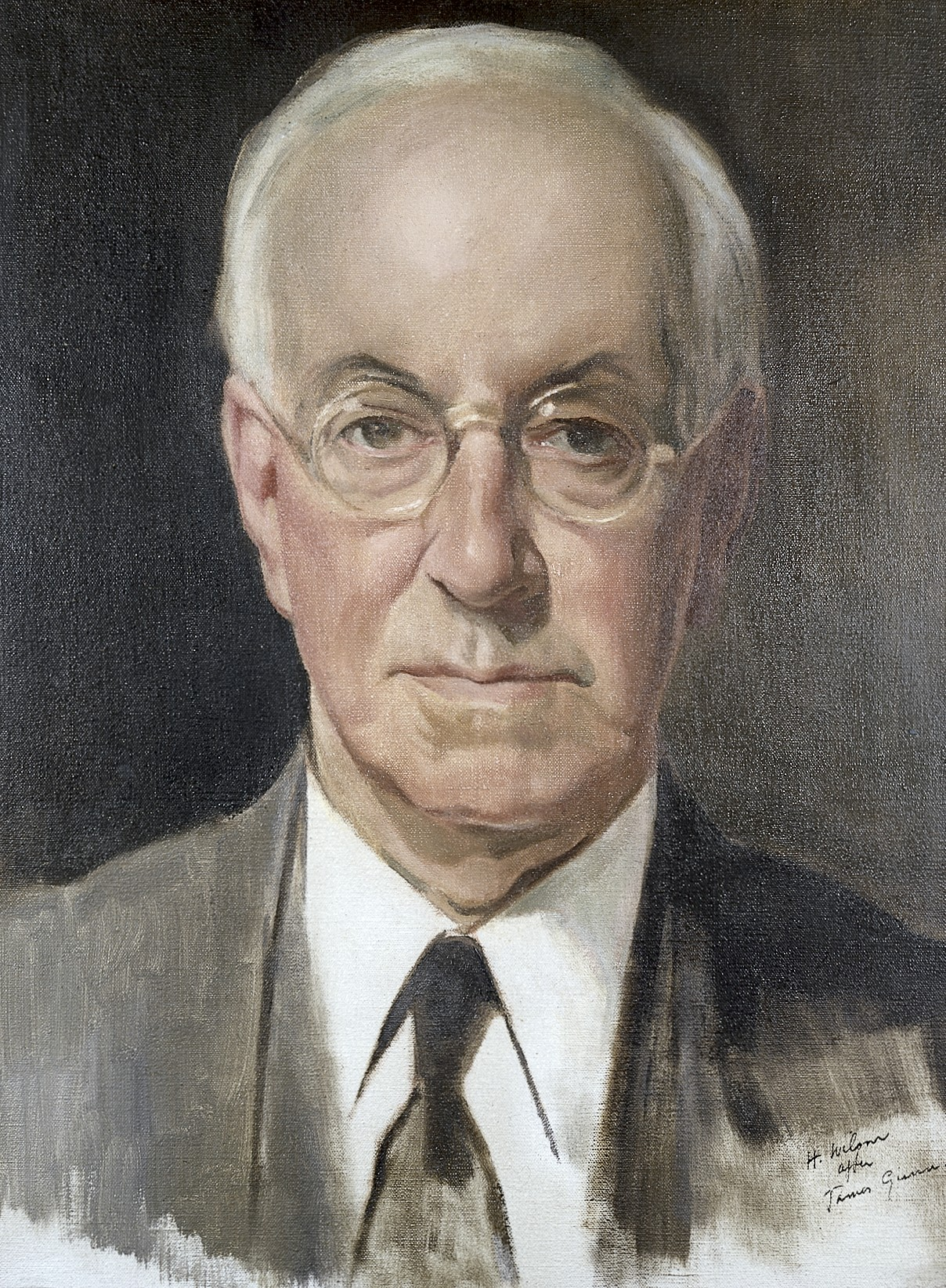
Sir Henry Dale (1875–1968) angol farmakológus portréja

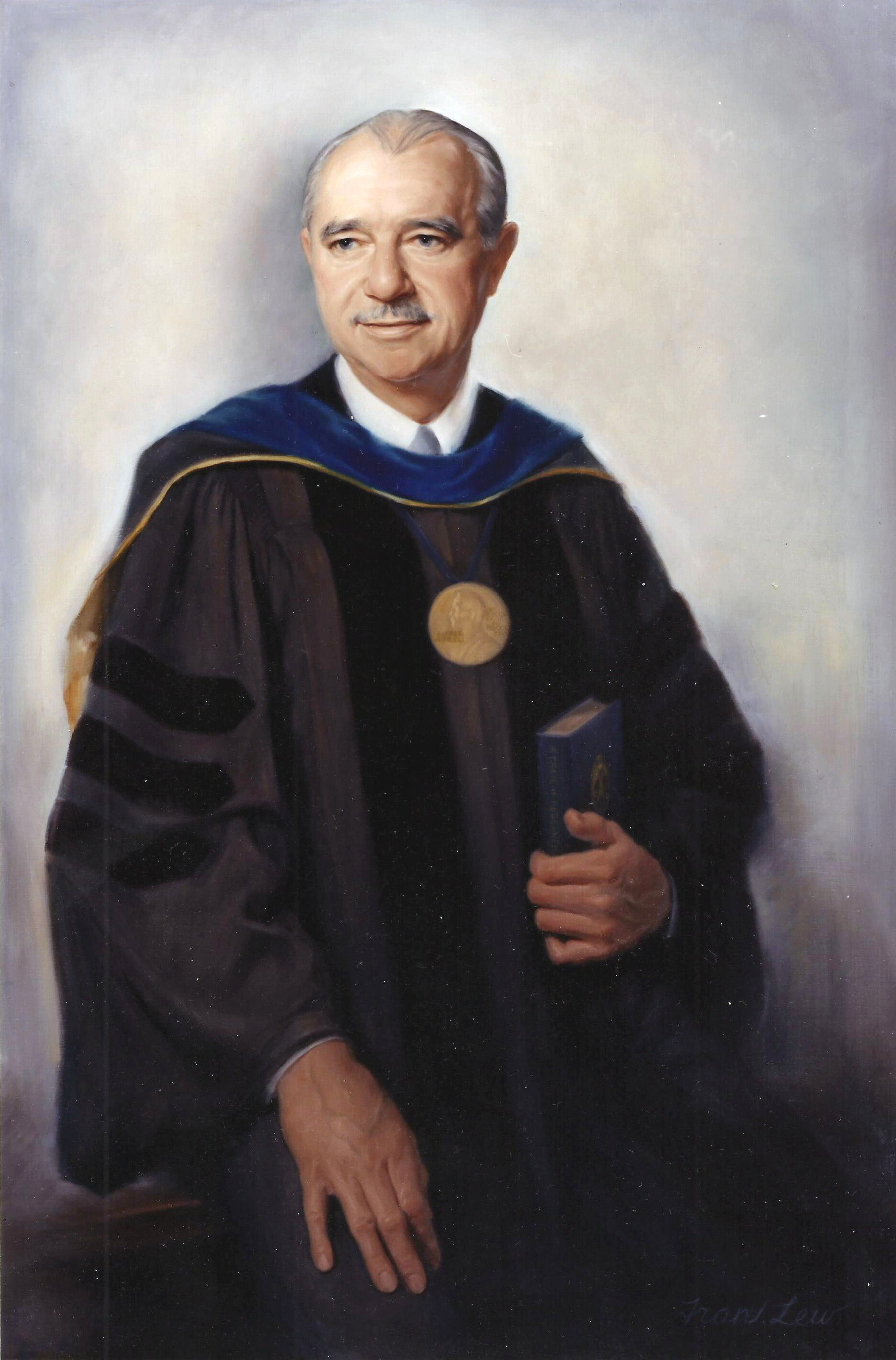
Az oxitocin szintetikus előállítását kidolgozó amerikai Vincent du Vigneaud (1901–1978) portréja

Az oxitocinnal kapcsolatos első hatástani vizsgálatok a 19. század végén kezdődtek. Az orvosélettani kutatásoknak erre az időszakára jellemző volt, hogy vágóhídi eredetű szervek – elsősorban mirigyek – szövetkivonatait használták kísérleti állatoknak beadva, annak reményében, hogy a kivonatok tartalmazzák a vizsgált mirigy „hatóanyagait”. Az így kezelt laboratóriumi állatok viselkedéséből, élettani paramétereinek változásából következtettek a vizsgált mirigyben termelődő – később hormonnak definiált – anyagok élettani szerepére. Tehát arra keresték a választ, hogy az adott szerv normális körülmények között milyen élettani funkciók befolyásolására képes.
A kornak ebben az időszakában a biokémia, az analitika, az elválasztástechnika még kezdetlegesnek volt mondható, ezért a szövetkivonatok „tisztasága” alig jelentett többet, mint az összedarált szövetekből a sejt- és szövettörmelék centrifugával történő eltávolítását. Esetleg az így nyert szövetnedveket különböző egyszerű technikával további tisztításnak tették ki (kisózás, melegítés vagy eltérő hőmérsékleten végzett alkoholos kicsapás) de az így kapott kísérleti anyag még így is számtalan, kémiai szerkezetében merőben eltérő anyag keveréke volt.
A neurohipofízis kivonatok legszembetűnőbb fiziológiás hatásai ismertté váltak, még mielőtt azok hormontermészetére gondoltak volna. Az első megfigyelések alapján megállapították, hogy a kivonatok emelik az artériás vérnyomást, amely „vazopresszin hatás” elnevezéssel került be a szakirodalomba a 20. század első éveiben. Ezt követően 1906-ban (a későbbi Nobel-díjas) Henry Hallett Dale (1875–1968) angol farmakológus kísérletei mutattak rá, hogy ugyanazok a neurohipofízis kivonatok, amelyek a vérnyomás emelkedésért felelősek, az izolált, kísérleti méhizomzat erős összehúzódását is eredményezik – amelyet azóta „oxitocin hatás” néven említ az orvosi irodalom. Néhány évvel később H. Dale boncolással kinyert emberi neurohipofízis kivonatokkal kezelt szülés előtt álló, kísérleti macskákat és rájött, hogy a kivonat erős méhkontrakciót okozva beindítja a szülést. Ezek a kontrakciók jóval erősebbeknek bizonyultak, mint azok, amelyeket korábban az izolált (nem terhes) méhpreparátumon kapott. Két évvel később már klinikai alkalmazásba került az agyalapi mirigy kivonat a szülés megkönnyítésére.
Két évtizeddel később, 1925-ben Ernest Starling és Ernest Basil Verney brit farmakológusok kísérletei nyomán derült fény arra, hogy az a neurohipofízis kivonat, amelyről eddig tudták, hogy rendelkezik úgynevezett „vazopresszin és oxitocin hatással”, további fiziológiás aktivitást is mutat. Nevezetesen: csökkenti az átáramoltatott izolált vese vizeletkiválasztását és antidiuretikus hatást fejt ki a vesén. Az is ismertté vált, hogy az említetteken kívül a kivonatok a szervezet legkülönbözőbb simaizmainak kontrakcióját is előidézik. Ez utóbbiak közül említést érdemel az emlőmirigy simaizom elemeire kifejtett hatás, amely mint később kiderült, az emlősök tejürítésének lényeges tényezője.
A szövetkivonatok szerteágazó élettani hatásai miatt a fiziológusokban felmerült, hogy az összetett hatásegyüttes esetleg több hatóanyagtól származik. 1928-ban Oliver Kamm által vezetett kutatócsoport jelentette be, hogy a neurohipofízis kivonatok biokémiai módszerekkel történő tisztítása és frakcionálása során sikeresen izoláltak két hatásos frakciót, a méhizomzat kontrakcióját kiváltó oxitocint és az antidiuretikus hatású vazopresszint (azaz antidiuretikus hormont). Mindkét frakció polipeptid természetűnek bizonyult. A további vizsgálatokból kiderült, hogy a különböző fajok neurohipofíziséből származó vazopresszin- és oxitocin-aktivitású peptidek aminosav-szekvenciája rendkívül hasonló. Mindkettő 9 aminosavból álló polipeptid és molekulasúlyuk is azonos (1070). Ezt követően (1950-1953) került sor a két peptidhormon szintetikus előállítására az amerikai Vincent du Vigneaud (1901-1978) által vezetett biokémiai kutatólaborban, mely munkát kémiai Nobel-díjjal jutalmazták 1955-ben. Ezt követően gyorsan beindult a szintetikus oxitocin gyógyszergyári előállítása és klinikai alkalmazása.

## Az oxitocin evolúciós aspektusa
Az oxitocint kódoló gén a legősibb ismert gének egyike. A genetikai modellekkel végzett számítások szerint eredetileg az oxitocin „testvérhormonja”, az antiduretikus hormon (vazopresszin) génszakasz mintegy 700 millió évvel ezelőtt alakult ki, így az visszavezethető a vízben élő hydra-fajokig (Cnidaria). Feltehetően kezdetben a gén duplikálódott és sokáig így létezett, majd ~500 millió évvel ezelőtt a duplikát egyik tagja módosult, kialakítva a oxitocint. Így az oxitocin (vagy a vele rokon oxitocin-szerű peptid) a halaktól kezdve minden gerincesben előfordul.

## Az oxitocin kémiája

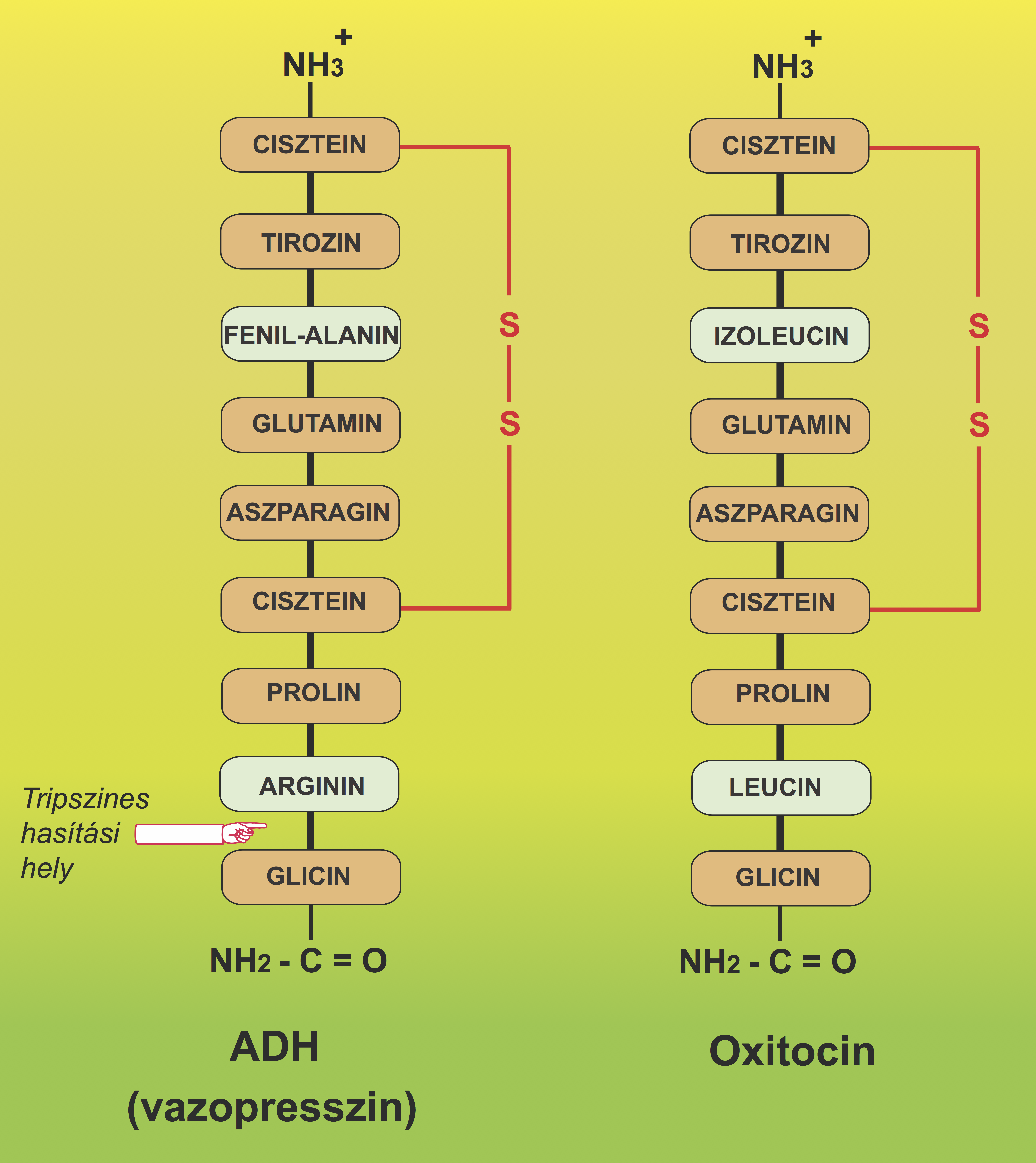
Az oxitocin és a vele nagy szerkezeti hasonlóságot mutató ADH aminosav sorrendje, a ciszteineket összekötő diszulfid híddal. A tápcsatorna tripszinje a glicint lehasítva inaktiválja a hormont, ami miatt a szájon át történő alkalmazása nem lehetséges. Nelson nyomán

Az oxitocin molekula kémiai szerkezetének, – tehát az aminosav sorrendjének – megismerése két okból vált szükségessé. Egyrészt csak a molekulaszerkezet pontos ismeretében érthető meg a hormon molekuláris szintű hatásmechanizmusa, másrészt klinikai célra történő szintetikus előállítása is csak ennek ismeretében lehetséges. Mivel a szintetikus oxitocint széles körű klinikai felhasználásra szánták, ezért felmerült annak igénye is, hogy a szerkezet ismeretében az oxitocin molekulán olyan kémiai módosításokat hajtsanak végre, amely az eredeti hormonhatás megtartása mellett hosszabb biológiai felezési időt biztosít az egyébként percek alatt lebomló molekulának. További cél volt a szülészeti felhasználás során jelentkező – egyébként fiziológiásnak tekinthető – enyhe antidiuretikus és vérnyomásemelő hatások megszüntetése.
Az emlősökben található oxitocin kémiai szerkezetét tekintve 9 aminosavból álló polipeptid. A molekula egy 6 aminosavból felépülő ciklikus részből és a hozzá kapcsolódó tripeptid láncból épül fel. Az oxitocin molekulában az 1. és a 6. aminosavat (mindkettő cisztein) diszulfidhíd köti össze, amelynek felbontása a hormonhatást megszünteti. A klinikai felhasználási lehetőségeket nagyban korlátozza az a tény, hogy a tápcsatornában található emésztőenzimek egyike, a tripszin szintén képes inaktiválni a hormont azáltal, hogy a molekula C-terminális végén lehasítja az utolsó, 9. aminosavat, a glicint. Ez a tény teszi alkalmatlanná a hormont, hogy terápiás célból szájon át, vagyis per os alkalmazzák. A hormon terápiás alkalmazása ezért csak az emésztőtraktus megkerülésével, azaz parenterálisan lehetséges, ami az esetek többségében intravénás bejuttatást vagy orrspré formájában úgynevezett intranazális alkalmazást jelent.

## Az oxitocin bioszintézise és lebomlása
Sokáig tartotta magát az a tudományos nézet, miszerint az oxitocin termelődésének kizárólagos helye a hipotalamuszban van, illetve onnan az idegsejtek axonjain az agyalapi mirigybe jut és kerül a keringésbe. Ez a nézet arra épült, hogy az oxitocint a felfedezésének kezdeti időszakában az agyalapi mirigyből izolálták. A keringésbe jutó hormon döntő zömét termelő sejtek valóban a hipotalamusz elülső részében helyezkednek el, de későbbi vizsgálatok kimutatták, hogy az agyon kívül, a periférián elhelyezkedő szövetekben is vannak oxitocint termelő sejtek, amelyek mindkét nemben előfordulnak. Nőkben több szövetben, különböző mértékben termelődik oxitocin, így a petefészekben, a placentában, a magzatban. Férfiakban a here Leydig-sejtjeiben találtak oxitocint termelő sejteket. Továbbá kis mértékben mindkét nemben kimutatható oxitocin a mellékvesékben, a csecsemőmirigyben, a hasnyálmirigyben és a retinában.
Annak ellenére, hogy mindkét nemben, több szövetben, illetve sejtcsoportban is szintetizálódik oxitocin, a hormon termelődésének elsődleges helyének továbbra is a hipotalamikus magvakat, vagyis a nucleus supraopticust és a nucleus paraventricularist tartja a szakirodalom. Egyébiránt a hipotalamuszban található nukleuszokon kívül, az agyban elszórtan, más neuronokban is megtalálható az oxitocin, ahol nem hormonként működik, hanem neurotranszmitterként, vagy neuromodulátorként kap szerepet.
A polipeptidek (tehát rövid fehérjék) bioszintézisére általában jellemző, hogy térszerkezeti okokból először egy hosszabb fehérje szintetizálódik a DNS-ben tárolt genetikus információk alapján, majd ebből a hosszú láncból egy vagy több lépésben, enzimatikusan kihasad a sejt számára szükséges rövid peptid. Rendszerint biológiai aktivitással csak ez utóbbi peptid-végtermék rendelkezik. Az oxitocin polipeptid bioszintézisére is ezek a szabályok érvényesek. A kilenc aminosavból felépülő oxitocin szintézise a nukleuszokat alkotó idegsejtek sejttestében (perikarionjában) történik, ahol először egy hosszú, nagy molekulatömegű, fiziológiailag inaktív fehérjelánc, egy úgynevezett előhormon képződik. Az előhormonból – amely magában hordozza a 9 aminosav hosszúságú oxitocin szekvenciát – proteolízissel rövid idő alatt kihasad az aktív hormon, ami komplexet képez az ugyancsak az előhormonból lehasadó fehérjével, a neurofizinnel. A komplex axonális transzporttal vándorol az axon teljes hosszában az idegsejt végződésébe, amelyek az agyalapi mirigy hátsó lebenyében (neurohipofízis) lévő kapillárisok körül végződnek. Több tudományos igénnyel elvégzett és publikált kísérlet bizonyítja, hogy az oxitocin „kihasadásában” (nevezik a hormon érésének is) szerepet játszó enzimek aktivitását a C-vitamin fokozza, illetve közvetlen szerepe van a hormon szekréciójában is.
A szervezetben az oxitocin életideje (eliminációs félideje; a t1/2) a többi hormonhoz képest szokatlanul rövid, mindössze néhány perc. Ez a rövid idejű hatás a szintetikus, klinikai célú oxitocin használatára is igaz. Az oxitocint a májban, a tüdőben és a vérplazmában található oxitocináz enzim bontja le. A plazma oxitocináz-aktivitásának egy része – terhes nőkben – a placentából származik.

## Az oxitocin szekréciója
Oxitocinszekréció alatt a hormon vérkeringésbe jutását értik. Az oxitocin az agyalapi mirigyhez futott idegrostok végződéseiben, az úgynevezett szekréciós granulumokban raktározódik. A szekréciót elindító inger a perifériáról a hipotalamuszba a hormont termelő nukleuszokhoz érkezik, ahonnan továbbhalad a nukleuszok idegrostján az agyalapi mirigy hátsó lebenyéhez. A hormon az odaérkező akciós potenciál (idegi ingerület) hatására szabadul fel és bediffundál a kapilláris hálózatba.
Kísérletes és klinikai adatok nagy száma bizonyítja, hogy fiziológiás körülmények között az oxitocinszekréciót reflex-folyamatok szabályozzák, amelynek egyik fontos szakasza az említett szekréciós granulumokhoz érkező akciós potenciál. Az ingerület a perifériáról az agy felé futó, úgynevezett afferens szár, az érzékelő receptoroktól indul, amelyek az emlőbimbókban és a nemi szervekben találhatók. Tehát az ingerületet a felszálló idegpályák közvetítik a hipotalamuszba, ahol az oxitocint szintetizáló és kiválasztó sejtek ingerületbe kerülnek, és a hormon a keringésbe jut. A receptorokból kiindult afferentációra adott válasz tehát hormonként, humorális úton jut el az effektor szervekhez: az emlőmirigyhez és a méhizomzathoz. A receptoroktól (emlő, nemi szervek) futó felszálló idegek kísérletes vagy (balesetes) átvágása (denerválása) az említett reflexes szabályozást megszünteti. Hasonlóan megszűnik a szabályozás a hipotalamusz elroncsolódásával is.
A tejelválasztás élettani ingere az újszülött szájával, nyelvével kiváltott inger: a szopás. A szopás érzete beindítja a tejelválasztást, amelyet a prolaktin hormon szabályoz, és ugyancsak beindítja az oxitocin szekrécióját, amely a tej kiürülését váltja ki az emlőben. A nemi szervek mechanikus ingerlése, illetve a közösülés folyamata szintén kiváltja az agyalapi mirigyben az oxitocin szekrécióját. A közösüléssel kapcsolatos méhkontrakció létrejöttében is az oxitocinreflexnek tulajdonítanak szerepet. Élettani szempontból a szülési folyamat a nemi szervek erélyes ingerléseként fogható fel, amely kiváltja az oxitocinszekréciót, ezzel méhösszehúzódást váltva ki, ami elősegíti a magzat kitolását. A hormonrendszer összehangoltságát jól jellemzi, hogy szoptató nőkben a közösülés vagy a szülés folyamata is tejürítést vált ki.
A tejelválasztást befolyásoló emocionális tényezők az agykéregből kiinduló, a hipotalamuszhoz futó idegrostokon keresztül befolyásolhatják az oxitocin felszabadulását. A csecsemő látása, érintése, kezelése stb. a tejelválasztást a hormonszekréció fokozásával stimulálja. Ugyanakkor a negatív emóció – mint félelem, fájdalom, stressz, éhség stb. – a prolaktin- és az oxitocin-szekrécióját egyaránt gátolja.
Más, agyalapi mirigyben kiválasztódó hormontól eltérően az oxitocin kiválasztásának nincs napi ritmusa, hanem az idegrendszerbe futó mindenkori ingereknek megfelelően, alkalomszerűen kerül a keringésbe.

## Az oxitocin fiziológiai hatásai
Az oxitocin a szervezet két, egymástól jól elválasztott területén fordul elő és más-más funkciót lát el. Hormonként hat a periférián (tehát a központi idegrendszeren kívül), ahol a hatás az oxitocinreceptorokkal rendelkező simaizmokra lokalizálódik.
Az oxitocinmolekula szerepet kap a központi idegrendszerben is, ahol nem mint hormon, hanem mint neurotranszmitter vagy neuromodulátor szerepel.
A két nagy területet (tehát a perifériát és a központi idegrendszert) határozottan két külön élettani egységként kell kezelni az oxitocin hatásának vizsgálatakor. E két területen az oxitocinnak eltérő a szintézise, koncentrációja, szabályozása, szekréciója, feladata, hatása és a molekula érvényesülése is. A két rész külön egységként működik, melyeket a vér-agy gát választ el egymástól. Ez azt jelenti, hogy az oxitocin a két terület között nem közlekedik, nem diffundál, oxitocin transzport nem létezik. A perifériás terület oxitocinszint változásai az agy területeire közvetlenül nem tudnak hatást gyakorolni. Ebből az az élettani megállapítás következik, hogy az oxitocinvérszint változásai nem képesek befolyásolni az agy (emocionális, hangulati, magatartásra vonatkozó, szerelmi állapothoz köthető stb.) változásait, mert ezt a vér-agy gát nem teszi lehetővé. Ennek fordítottja is igaz, tehát az agy neuronjaiban termelődő oxitocinnak nincs hatása a méh vagy az emlőmirigy izomzatára.

### Az oxitocin perifériás hatásai
Az oxitocin perifériás hatásai elsődlegesen a fajfenntartás elősegítésében jelentkeznek, pontosabb élettani megfogalmazásban a nemi aktus folyamatában (mindkét nemet érintően), a megtermékenyítésben, a szülés lezajlásában és az újszülött táplálásának segítésében. Ez azt jelenti, hogy a hormon hatásának eredményeként a történések sorrendjében
- a hímvessző izomzatában található oxitocinreceptorokon keresztül beindulnak azok a biokémiai folyamatok, amelyek a férfi erekció kiváltásához szükségesek
- a férfi nemi szerv simaizomzatának ritmikus összehúzódásai elősegítik az ondó kilövellését orgazmus közben
- a méh a közösülés során a megtermékenyítést elősegítő mozgást (ritmikus összehúzódást) végez
- szülés közben elősegíti a terhes méh izomrostjainak összehúzódását, segítve ezzel a szülést, a placenta leválását, a vérzés elszorítását
- kiváltja a tejelő (laktáló) emlőmirigyben a tejürítést

Minden esetben a simaizmokra gyakorolt, közvetlen összehúzó hatásról van szó, amelyet a hormon az oxitocinreceptorokhoz kötődve ér el.

#### A méhizomzatra gyakorolt hatás
A méh izomzata rendelkezik oxitocinreceptorokkal, ezért a hormon hatása a méh simaizom elemeiben képes érvényesülni. A méhizomzat oxitocinra adott válaszának intenzitását (érzékenységét) a nemi hormonok messzemenően befolyásolják a reproduktív (nem terhes) időszakban csakúgy, mint a terhesség alatt és a szülés közben.
Az emberben az átlagosan 280 napig tartó terhesség folyamán a méhizomzat nyugalmi állapotban van. Ezt a periódust az élettan a szülés úgynevezett „nulladik fázisának” nevezi. A nyugalmi állapotot – amely lehetővé teszi a terhesség megtartását – több fiziológiás paraméter is biztosítja. Az oxitocinszint bármi okból történő emelkedése veszélyt jelent a magzatra a vetélés, a koraszülés miatt. Ezért a méh a nyugalmi szakaszban többszörösen biztosítva van az oxitocin felesleges hatása ellen. Mindenekelőtt a vérplazma oxitocin szintje rendkívül alacsony, de ezen túlmenően a méhizomzat kontrakcióját több, – a méhizomzat által termelt – endogén molekula is gátolja. Különösen fontos, hogy terhesség alatt a méh izomzata a placenta által kiválasztott progeszteron hormon hatása alatt áll, ami blokkolja az oxitocin hatását, mintegy további védelmet nyújtva a spontán abortusz, illetve koraszülés ellen. A szüléshez közeledve a méh érzékenysége az oxitocinnal szemben gyorsuló ütemben növekedni kezd. A folyamat a nyugalmi szakasz közepétől indul, amikor a méh izomrostjain az oxitocinreceptorok száma növekedésnek indul. A terhesség utolsó, kilencedik hetét elérve a receptorok száma már nyolcszorosára, majd az utolsó hétben közel százszorosára emelkedik a nyugalmi szakasz elejéhez képest. Ez azt jelenti, hogy a szüléshez közeledve a hormon százszor kisebb koncentrációban képes kiváltani a méh összehúzódását. Ez alatt az idő alatt a progeszteron oxitocint blokkoló hatása is gyengül, majd megszűnik.
A nyugalmi fázist követő szülési folyamat első harmadában az oxitocinreceptorok száma eléri a végleges szintet, és a méhizomsejtek között úgynevezett réskapcsolatok kialakulása is befejeződik. Ezek a kapcsolatok teszik lehetővé, hogy majd az oxitocinszint emelkedésére adott válaszként a méh képes legyen egészében (tehát minden sejt egyszerre) összehúzódni. Az aktív szakasz második harmadában a méhizomzat ingerlékenysége fokozódik. A méhfal feszülése a felszálló idegrostokon keresztül ingerli a hipotalamusz oxitocintermelő sejtjeit és kiváltja az oxitocin szekrécióját, ami a méhizomzat összehúzódásához vezet. A vérben az oxitocin szintjének emelkedése csak a második harmad végére lesz jelentős mértékű. Az aktív szakasz harmadik, utolsó periódusában az oxitocin hatására a méh erőteljesen összehúzódik és az addigra tágult hüvelyen keresztül kipréseli az újszülöttet, majd a méhlepényt. A szülés folyamatában a rekesz-, a mellkasi és a hasizmok koordinált összehúzódásai is besegítenek, de mivel azok nem rendelkeznek oxitocinreceptorokkal, ezért a hormonnak azokra nincs hatása. Az újszülött megszületése után a még mindig magas oxitocinszint hatására tartós, tónusos méhösszehúzódások zárják le az ereket, állítják meg a vérzést, ami az erek megszakadása következtében minden esetben fellép. Oxitocin hiányában az erőteljes méhösszehúzódások elmaradnak és az anya az úgynevezett „atoniás vérzés” következtében elvérezhet.
Ebből látható, hogy a normális szülés megindításához nem szükséges oxitocin, mert a szülés folyamata hormon nélkül is eljut az aktív periódus végéig. A klinikai tapasztalatok azt mutatják, hogy az agyalapi mirigy sérülésekor vagy diabetes insipidusban szenvedő terhes nőben (esetleg hipofizektomizált kísérleti állatban) a szülés megindul és elhúzódva ugyan, de végbemegy. Ezek az esetek az oxitocin teljes hiányát jelentik, amelyekben a szülés utáni atoniás vérzés kockázata rendkívül nagy. Ilyen körülmények esetén az anya elvérzésének elkerülésére, valamint a renyhe összehúzódások miatt elhúzódó szülés felgyorsítására klinikai célú, intravénásan adott oxitocint használnak. Az intravénásan adott szintetikus oxitocin szinte azonnal pótolja a hipofízis kieséséből származó természetes oxitocinhiányt és a szülést normalizálja.

#### Az oxitocin szerepe a szoptatásban

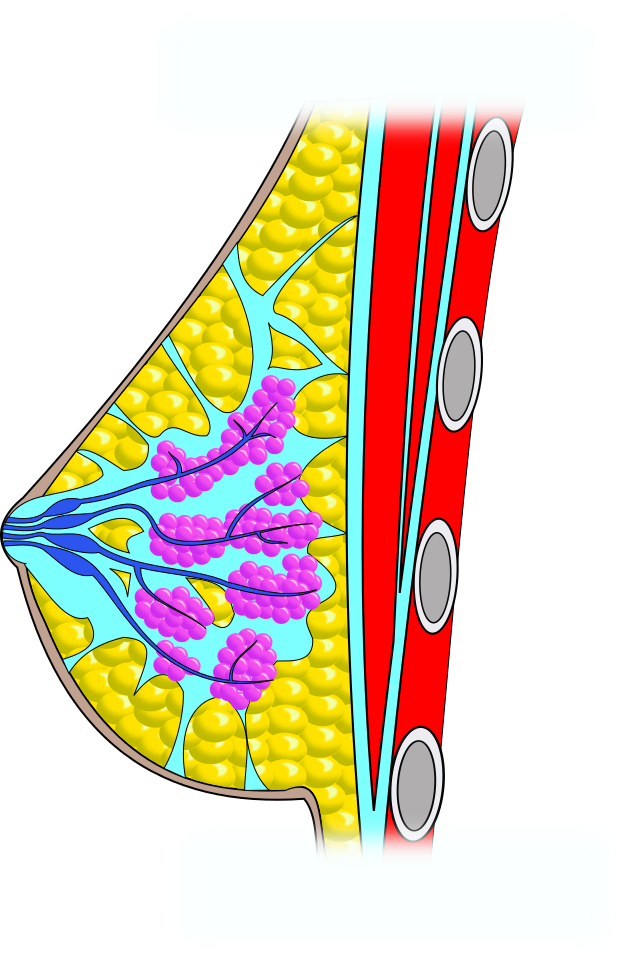
Laktáló emlő anatómiai rajza. A prolaktin hatására termelődő anyatej az alveolusok üregeiben gyűlik (lila). Az oxitocin hatására az alveolusokat körülvevő simaizomzat összehúzódása teszi lehetővé, hogy az anyatej a tejcsatornákba (kék) jusson majd onnan tovább a csecsemőhöz.

A szoptatás a szülés után megjelenő anyai magatartás része, a szopás iránti késztetés pedig az újszülött veleszületett reflexíveinek egyike, amely az úgynevezett szopási reflexben nyilvánul meg. Emberben normális fiziológiás körülmények között az anya és az újszülött tevékenysége együttesen biztosítja a gyermek életéhez nélkülözhetetlen anyatejet, mely tevékenységben anyai oldalon két hormon – a prolaktin és az oxitocin – játszik közvetlen szerepet. A szülés után az emlőkben beinduló tejtermelés nem folyamatos, hanem időszakos, ami hormonális szabályozás alatt áll. Az emlőkben a tejkiválasztást beindító és fenntartó hormon a prolaktin, amely a hipofízis elülső lebenyének hormonja. Amennyiben nincs szükség a tej kiválasztására, az agy a prolaktin termelését a prolaktinszekréciót gátló neurohormon (PIF) segítségével blokkolja. Amikor az újszülött a szopási reflexnek eleget téve elfogadja az anya emlőbimbóját és szopási mozgásokat végezve a nyelvével ingerli az emlőbimbót, ez reflexfolyamatot indít el az anyánál, melynek felszálló (afferens) ingerületei a hipotalamuszba jutnak és ott gátolják a PIF szekrécióját. Ezzel a prolaktin szintézise felszabadul a PIF gátlás alól és a tej termeléséért felelős prolaktin bekerül a keringésbe, eljutva az emlőmirigyekhez, ahol a tejkiválasztást fenntartja. Az emlőmirigyek váladéka a tej, ami rövid időre az emlő alveólusaiban gyűlik össze, de onnan kijutni nem képes.
A tejelválasztás és az alveólusokban felhalmozott tej kiürítése tehát két különböző élettani mechanizmus eredménye. Az anyatej kiürítéséhez az emlőmirigyek falában levő izomelemek összehúzódása szükséges, melyben az oxitocin játszik szerepet. Ezzel az oxitocin hormon nélkülözhetetlen részévé válik a folyamatos tejelválasztásnak, mivel segít kiüríteni a tejvezetékeket, utat engedve a további tejkiválasztásnak. Az agyalapi mirigyben az oxitocin kiválasztása – és ezen keresztül a tejürítés – egy reflex folyamat eredménye, amelyben a reflex felszálló idegi pályája az – emlőbimbótól kiindulva – a központi idegrendszerbe jut, ahol az ingerületi folyamat kiváltja az agyalapi mirigyben az oxitocin szekrécióját. Az oxitocin a vérkeringéssel jut el az emlőmirigyek falában levő izomelemekhez, amelyek összehúzódnak, elősegítve ezzel a tej kilövellését.
A szoptatás élettani mechanizmusa szempontjából fontos az a tény, hogy a hipofízisben az oxitocin szekrécióját elsősorban az emlőbimbó mechanoreceptorainak ingerlése váltja ki, de a hormon kiválasztása ezen túlmenően a szopást megelőző pszichés ingerek hatására is létrejöhet. Ezzel szemben a prolaktin kiválasztását kizárólagosan csak a mechanoreceptorok ingerlése váltja ki, pszichés ingerek, mint az újszülött látása, ölelése, érintése nem.
A fent leírt hormonszabályozás mechanizmusát több állatkísérlet, valamint klinikai megfigyelés is alátámasztja. Az oxitocinszekréció helyének – vagyis az agyalapi mirigy hátsó lebenyének – sérülése vagy kísérletes elroncsolása során a duzzadt emlőkben bőségesen van tej, de szopásra vagy enyhe szívásra nem ürül ki. Ennek magyarázata, hogy a prolaktin hatására – ami az agyalapi mirigy elülső lebenyének szekrétuma – az emlőmirigyek termelnek anyatejet, de oxitocin hiányában az izomelemek képtelenek összehúzódni és a tejet a tejcsatornákba továbbítani. Ilyen esetben a szintetikus oxitocin intravénás injekciója (szoptató nőnek 1 µg) a tejürítést szinte azonnal (20–30 másodpercen belül) normalizálja.

#### Az oxitocin hatása a női és férfi reprodukciós rendszerre
Embernél – férfiban és nőben egyaránt – a külső nemi szervek mechanoreceptorainak ingerlése beindítja az agyalapi mirigyben az oxitocin kibocsátását, megemelve ezzel a vérplazma oxitocinszintjét. Az eredményes közösülés egyik szükséges feltétele a pénisz erekciója. Az erekció fiziológiás folyamatához elengedhetetlen biokémiai folyamatokat a nemi izgalom és a mechanoreceptorok ingerlése okozta oxitocinszint-emelkedés indítja el. Ehhez az szükséges, hogy a hormon a péniszen hatni tudjon, vagyis a pénisz szövetében legyenek oxitocinreceptorok. Megállapítást nyert, hogy ezek a receptorok már a terhesség 11–12. hetétől kezdve a magzatban megtalálhatók. Ezt alátámasztja az a tény is, hogy ezt követően erekciós folyamatok a magzatnál is megfigyelhetők.
A hormonszint a maximumát az orgazmus alatt éri el, ezért feltételezik, hogy az oxitocinnak szerepe van a reproduktív szervek simaizomelemeinek kontrakciójában orgazmus közben. Ennek szerepe lehet az ondó kilövellésében. Valószínűnek látszik, hogy az ondó kilövellése mögött álló kontrakciós mechanizmus megegyezik a szoptató emlő simaizomzatának összehúzó, az anyatejet kilövellő mechanizmusával. A női orgazmus során az oxitocin szerepet játszik a megtermékenyítést segítő ritmikus méhösszehúzódások létrejöttében, mely kontrakciók segítik a spermiumok előrejutását, nagyobb esélyt adva a megtermékenyítésnek. A klinikai hormonszintmérések adatai arra engednek következtetni, hogy a plazma oxitocinszintje önmagában nem elegendő a méhösszehúzódások kiváltásához. Ahhoz, hogy ez létrejöjjön, a női ciklus ösztrogén fázisa szükséges, amely érzékenyíti a méhizomzatot a nemi aktus alatt elválasztott oxitocinnal szemben. Ennek a szerepe is a megtermékenyítés elősegítésében keresendő. A nemi hormonok hasonló szabályozó mechanizmusa férfiban is megtalálható, ahol a hímvessző szövetében található oxitocinreceptorok számát az ösztrogének szabályozzák.

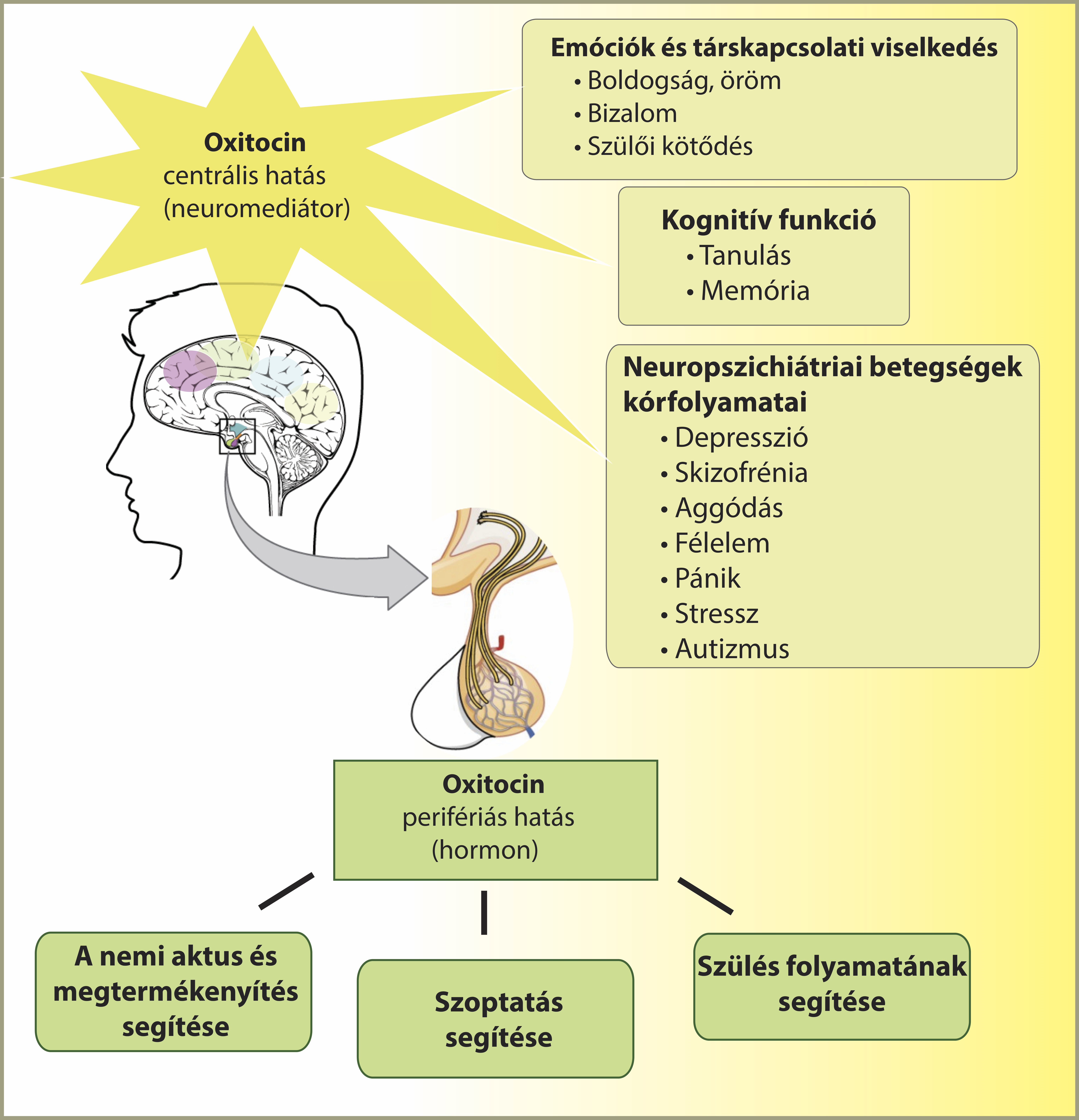
Az oxitocin perifériás és centrális hatásainak összefoglaló ábrája. Az oxitocin a periférián hormonként, az agyban neuromodulátorként hat. A modulátor hatás az agyban más molekulák (neurotranszmitterek, biogénaminok, hormonok) hatásához kapcsolódva vesz részt a felsorolt folyamatokban

### Az oxitocin szerepe a központi idegrendszerben
Az oxitocin egyes idegsejtekben, az agy több területén is szintetizálódik, ahol a szerepe eltér a perifériás hormonális szereptől. Az így termelődött oxitocin nem kerül a hipofízisbe, illetve onnan a véráramba, hanem a termelődés közelében fejti ki hatását a neuronokon. Hatása tehát kizárólagosan az agyban érvényesül. Az agyban tehát nem hormonként hat, hanem neuromodulátorként, esetleg neurotranszmitterként. Bár az agy pszichés működésben betöltött neurokémiai szerepét az elmúlt évtizedekben intenzíven vizsgálták, ennek a szerepnek a teljes megértése még várat magára.
A tudományos igénnyel megírt – és nagyon kritikusan fogalmazott – publikációk és kísérleti eredmények alapján a következők mondhatók el:
- Az oxitocinnak szerepe van az agy pszichés működésében, hatása legtöbbször az ugyancsak neuromodulátorként működő ADH-val (vazopresszinnel) együtt érvényesül.
- Amíg a periférián hormonként működő oxitocin hatása – a nő és férfi anatómiai különbözőségéből adódóan – eltérő, addig az agy pszichés működésére gyakorolt hatásában említésre méltó eltérések a nemek között nincsenek.
- Befolyásolja a viselkedést, általában felszabadultabbá, a társas kapcsolatra nyitottabbá teszi az egyént.
- Szerepe van az „anyai érzés” kialakításában, erősíti az érzelmi kötődést anya és gyermeke között.
- Meghatározó szerepe van (mindkét nemben) a gondoskodó szülői viselkedés kialakításában.
- Az oxitocin a fájdalomérző idegpályák gátló mediátora, ami szabad megfogalmazásban annyit jelent, hogy a szervezet endogén fájdalomcsillapítója, amit a szervezet rendkívüli fájdalmak esetén alkalmaz. A fájdalmat közvetítő idegpályán oxitocinreceptorok találhatók a bőrben, a ganglionokban, és a gerincvelőben.
- Fiziológusok előtt régóta ismert, hogy az újszülött kísérleti állatok (patkány, egér) fájdalomérzete közel százszor kisebb mértékű, mint a felnőtt társaiké. Ez a különbség a szülést követően 1–2 napon belül eltűnik. A jelenleg elfogadott hipotézis szerint ennek az analgéziának (a fájdalomérzet hiányának) az lehet a magyarázata, hogy a szülés traumájától, annak fájdalmától megóvja az újszülöttet. A jelenséget oxitocin antagonista gyógyszerek kísérleti adásával azonnal fel lehet függeszteni. Ez arra enged következtetni, hogy a fájdalomérző idegpályákon található oxitocinreceptorokon az oxitocin gátolja a fájdalomérzet kialakulását. A szülés alatt az oxitocin feltehetően még anyai eredetű az újszülött vérében. A jelenleg érvényes hipotézis szerint a fájdalomcsökkentő mechanizmus közvetve kihathat az agy GABA-erg mechanizmusára és azon keresztül segít a szülési trauma során a hypoxiás agyi sérülések kiküszöbölésében is.
- Egyre több kutatási eredmény támasztja alá az oxitocin (neuromodulátor) fontos szerepét az autizmus idegi-fejlődési rendellenességben, ahol elsősorban az oxitocinreceptor elváltozásai a meghatározók.
- Több száz, tudományos alapossággal végzett kísérlet és klinikai megfigyelés bizonyítja, hogy az oxitocinnak (vagy receptorának) jelentősége van több neuropszichiátriai betegség kórfolyamatában, vagy e betegségekhez tartozó tünetek, tünetegyüttesek létrehozásában (depresszió, szkizofrénia, aggódás, félelem, pánik, stressz stb.). Ezek a vizsgálatok jelenleg is a kutatások középpontjában vannak.

## Az oxitocin terápiás alkalmazása
Ma már klinikai célra kizárólag a természetes oxitocinnal teljesen megegyező hatású szintetikus oxitocint használják, elsősorban a szülészetben. A hormon helyes alkalmazása erősebbé és gyakoribbá teszi a méhizomzat intenzív összehúzódásait, amelyeket elernyedés követ, így a magzat/újszülött oxigénellátása a köldökzsinóron keresztül biztosítva van. A visszatérő összehúzódások optimális esetben 1,5–2 percenként jelentkeznek. Nagyobb farmakológiai dózis alkalmazásakor úgynevezett tónusos összehúzódás váltható ki, amelyet nem követ elernyedés. Ezt általában a szülés és a placenta leválása után alkalmazzák a vérzés megszüntetése érdekében. Nagyobb dózis használatakor az oxitocin közvetlen érösszehúzó hatása is érvényesül, továbbá a tónusos összehúzódásban lévő méhfal is besegít a vérző erek elszorításában. Általában a problémamentes szüléshez nem szükséges az oxitocin alkalmazása, mert a folyamat enélkül is lezajlik. Ha az orvos szükségét látja alkalmazni, akkor a szintetikus hormont elsősorban a fájástevékenység megindítására, esetleg annak erősítésére használják. Továbbá a szülés lezajlása vagy a méhlepény leválása utáni időszakban az oxitocint (3–10 NE) intramuszkulárisan (izomba) vagy lassan intravénásan adják. Császármetszés kapcsán közvetlenül a méhizomzatba is adható.
Bár ritkábban ugyan, de használják az oxitocint szoptatási problémák megszüntetésére is. A szintetikus hormon erőteljesen összehúzza az emlő tejcsatornáinak izomelemeit, és tejkilövellést eredményez. Mivel a szoptatás hónapokig tartó folyamat és orvostól távol, többnyire otthoni környezetben történik, ezért a hormon injekcióban való alkalmazása helyett orrspré formájában (intranazálisan) szokás alkalmazni (általában 4 NE adagot), néhány perccel a szoptatás előtt.
Előfordulhat, hogy az oxitocin hatásának erősítésén túl, annak a fordítottja, a hatás gátlása a terápiás cél. Ilyen eset lehet – amikor az oxitocin hatását blokkolni szükséges – a fenyegető vetélés, a fenyegető koraszülés vagy bizonyos sürgősségi helyzetekben a megindult szülés alatt. Az oxitocin hatásának megelőzésére vagy a hatás megszüntetésére úgynevezett oxitocinreceptor-antagonistákat használnak, amelyek a hormon receptorához kötődve megakadályozzák az oxitocin kötődését, miközben nincs méhösszehúzó hatásuk.
Az alkohol gátolja az oxitocin felszabadulását a hipofízisben, ezzel csökkenti a hormon vérszintjét és hatását a méhre. Enyhe mértékben, direkt hatása folytán elernyeszti a méhizomzatot. Korábban – az oxitocin antagonisták megismerése előtt – alkoholt alkalmaztak infúzióban a fenyegető koraszülés megelőzésére. Ma már az alkoholt nem használják erre a célra, többek között azért sem, mert az anyai alkoholvérszint árthat a magzat központi idegrendszerének, továbbá ha a szülés a kezelés ellenére mégis megindul, akkor légzési problémákat okoz az újszülöttnél.

## Az oxitocin nem szerelemhormon
A közmédiában elterjedt egy tudományosan megalapozatlan, kifejezetten hibás nézet, miszerint az oxitocinnak kiemelt szerepe van a romantikus szerelmi érzés kialakításában. Ennek a tévhitnek kísérletes bizonyítéka nincs.
A szerelem, – amely önmagában is egy nehezen definiálható és behatárolható érzelemcsoport eredője – számos, az agy különböző területein más-más neurokémiai funkciót ellátó molekula hangulatformáló hatásának eredménye.
Ezek a molekulák neurotranszmitterek, neuromodulátorok, biogénaminok, szteroid hormonok stb. A molekulák között minden valószínűség szerint az oxitocin is szerepet kap, mint neuromodulátor, de semmiképpen sem kiemelt „szerelemhormon” szerepet.
A romantikus szerelmi érzés a tudattal rendelkező ember érzelmi állapota, ezért állatokon nem, vagy csak nagyon korlátozott mértékben vizsgálható. Ugyanakkor az emberi agy biokémiailag technikai okokból nem vizsgálható. Képalkotó diagnosztikai eljárással (pl. PET) végzett vizsgálatokban szerelmesek találkozásánál bizonyos agyterületek fokozott aktivitása megfigyelhető, de az oxitocin kiemelt szerepe ezekkel az eredményekkel sem bizonyítható.
A társas kötődéseket vizsgáló állatkísérletekben, – amelyek nem nevezhetők romantikus szerelmi állapotnak – az oxitocinreceptorok számának növekedését tapasztalták. Ugyanakkor azt is látni kell, hogy a receptorok számának változását más molekulák, például nemi hormonok idézik elő, szabályozzák. Tehát társas kötődések kialakulásánál az oxitocinreceptorok száma változik, ami nem egyenlő az oxitocinmolekulával.
A szerelmespárok oxitocin vérszintjének tartós emelkedésére nincs tudományos igénnyel elvégzett kísérleti adat. A fokozódó nemi vágy, a nemi aktus okoz oxitocinszint-emelkedést a vérben, de ez nem nevezhető romantikus szerelemnek. Az oxitocin vérszintjének emelkedése, – amely az orgazmusnál éri el maximumát – a nem szerelmi kapcsolatú szexuális aktus során is észlelhető.
A vér oxitocinszintjének kiemelt szerepét a szerelmi érzés kialakításában önkénteseken végzett kísérletek eredményei is cáfolják. Hosszabb időtartamú kísérletekben az ismételten vérbe juttatott extra oxitocin a férfi önkéntesekben inkább enyhe agresszióra utaló hatást, mint szerelemre gerjedést váltott ki.
A mai tudásunk szerint az agy hangulati állapotait – így a szerelmi érzést is – többféle molekula alakítja ki az agyban, mint például a dopamin, szerotonin, oxitocin, antidiuretikus hormon, szteroid-hormonok, neurohormonok stb. Az oxitocin kiemelt szerepére a romantikus szerelmi érzés kialakításában nincs semmilyen bizonyíték.
A fentiekből következik, hogy nem helytálló az az állítás, mely szerint a szerelmes állapot a nyálból, vagyis a nyál oxitocinkoncentrációjából kimutatható. A nyálmirigyek képesek ugyan a nyállal kiválasztani (szekretálni) bizonyos testidegen vegyületeket (xenobiotikumokat), melyek adott esetben mérgező anyagok is lehetnek, de a vérplazmában keringő hormonok – mint az oxitocin – és más, biológiailag értékes anyag kiválasztását a nyálmirigyek nem teszik lehetővé. Ha az oxitocin a napi 700-1500 ml nyállal kiválasztódna, az óriási pazarlás lenne a szervezet részéről. Mivel a szekretált nyál mennyisége és víztartalma a táplálék mennyiségétől és minőségétől függ, az esetlegesen kiválasztott oxitocin „szerelmi koncentrációjának” meghatározása is erősen kétséges lenne.
A vérben keringő oxitocin néhány százaléka a vesén keresztül kiürül. Ennek ellenére a vizeletből sem lehet a romantikus szerelem mértékére vagy jelenlétére következtetni, több okból sem. Egyrészt a vizelettel a vérplazma és nem az agy oxitocinja távozik. A szerelem érzése pedig az agyban keletkezik és nem a periférián keringő vérben, ahonnan a vizelettel ürülő oxitocin származik. Másrészt a vizeletben a hormon koncentrációját az elfogyasztott folyadék mennyisége fogja meghatározni, és nem a szerelem.